# Людина без властивостей
«Людина без властивостей» (нім. Der Mann ohne Eigenschaften) — незавершений роман у трьох частинах австрійського письменника Роберта Музіля, який автор писав упродовж всього свого життя. Перекладений понад тридцятьма мовами світу, часто вважається одним із найвизначніших творів європейської літератури 20-го сторіччя.
Змальвує життя Австрії й усієї Європи напередодні Першої світової війни, розповідає — часто ґротесково-сатирично — про суспільні розчарування і моральні пошуки у тогочасних реаліях.

## Сюжет
Дія відбувається в Австро-Угорщині у 1913 році. Уряд занепалої імперії вирішує знайти достойну відповідь на майбутнє святкування в Німеччині у 1918 році 30-річного ювілею правління Вільгельма II. Створюється спеціальний комітет, який має розробити спеціальну австрійську ідею для святкування 70-річчя правління Франца-Йосифа I не гіршу, ніж у сусідній Німеччині. Іронія полягає у тому, що читачу дуже добре відомо, що у 1918 році нікому не буде діла до святкування, а імператор Франц-Йосиф не доживе до цього року. Автор пише про зниклу, колись велику, а заднім числом смішну імперію. Це підкреслюється іронічним тоном, в романі крізь згадуються літери К. і К., що іноді означає Королівська і Кайзерська, а іноді Королівсько-Кайзерська, і тільки великі спеціалісти з бюрократії могли сказати, як писати у кожному випадку. Слідом йде іронічний пасаж: «Будемо називати її просто Каканією. Стара добра Каканія була за своєю конституцією ліберальною, але керувалась клерикально. Вона керувалась клерикально, але жила у вільнодумстві. Перед законом всі громадяни були рівними, але громадянами ж були не всі».
Комітет з підготовки святкування губиться у здогадах, що вигадати, до нього потрапляються більш чи менш випадкові люди, які не проти що-небудь виграти. Наприклад, генерал, що потрапив через непорозуміння, намагається отримати новий флот. Керує комітетом дружина консула Ермелінда Туцці, яка в романі називається Діотіма. Це прізвисько їй дав головний герой Ульріх, також член комітету. Тридцятирічний Ульріх, людина без властивостей, вже встиг побути офіцером, інженером і математиком, а тепер випробовує свої сили у громадській діяльності.
Поступово в дію роману включаються все більше персонажів. Німецький промисловець Арнгейм (під цим ім'ям виведений Вальтер Ратенау), в якого закохується Діотіма, приїхав незрозуміло навіщо і вражає всіх широченними знаннями, культурою і багатством. Арнгейм має віллу в Берліні у найновішому стилі, що фігурує у всіх публікаціях з сучасної архітектури, і замок, схожий на справжній родовий замок. Втім, єврейський банкір Фішель розкриває таємницю Арнгейма — його прозаїчним чином цікавлять нафтові родовища Боснії та Галичини. Дочка банкіра Герда розповідає таємницю Ульріху, а він її попутно спокушає. Однак, по-справжньому його цікавить лише Діотіма. Інші любовні лінії — Бонадей (також прізвисько), яка підібрала побитого Ульріха на вулиці і «за два тижні вже чотирнадцять днів є його коханкою». Подруга молодості Ульріха Клариса також має бажання звабити його, хоча одружена з його другом Вальтером.
Окрім людей з вищого світу в романі діють служниця Діотіми, що вступає у зв'язок з чорним слугою Арнгейма, поки сам Арнгейм залицяється до Діотіми, а також серійний ман'як-вбивця Моосбругер. Машина австрійського судочинства ніяк не може вирішити, вважати його осудним, неосудним або частково осудним. На цьому ґрунті сваряться два давніх друга-юристи, один з них — батько Ульріха. Друга частина роману закінчується телеграмою від батька, в якій він повідомляє про свою смерть. Ульріх вирушає для організації похорону батька і там зустрічається зі своєю сестрою Агатою, яка готується до розлучення з другим чоловіком. Несподівано виявляється, що брат і сестра є надзвичайно близькими духовно — сіамські близнюки. Агата переїжджає до Ульріха, він проводить з нею багато часу у духовній близькості, що має очевидні кровозмісні обертони. Комітет як і раніше вагається, і Діотіма також не знає, піти до Арнгейма чи залишитись із чоловіком. Зазіхання Арнгейма на нафту відомі вже багатьом, Арнгейм запрошує Ульріха до посаду секретаря, але останній відмовляється.

## Історія написання
Музіль працював над романом понад двадцять років, починаючи з 1921 року і до своєї раптової смерті у 1942 році. Загальна довжина роману — близько 1700 сторінок. Роботі над романом Музіль присвятив всього себе, через що вів спосіб життя на межі бідності. Також вдалася в знаки інфляція 1920-х років та еміграція. Перші дві книги були видані в 1930 році і були сприйняті як довгий роман без особливого сюжету на застарілу тему і не викликали великого інтересу. Решта була видана вдовою письменника. Тільки у 1950-і роки, після нового видання, книга почала привертати увагу. Роман про томління духу, про розпад імперії з його незвичайним стилем і довгими діалогами, «роман ідей» тепер вважається критиками одним з класичних творів XX століття і однією з великих книг німецької літератури.

## Видання українською
- Роберт Музіль. Людина без властивостей. Книга I / Пер. О. Логвиненко. — Київ: Видавництво Жупанського, 2010. — 416 с.
- Роберт Музіль. Людина без властивостей. Книга II / Пер. О. Логвиненко. — Київ: Видавництво Жупанського, 2010. — 368 с.
- Роберт Музіль. Людина без властивостей. Книга III / Пер. О. Логвиненко. — Київ: Видавництво Жупанського, 2011. — 512 с.